# 삼성 갤럭시 A73 5G
삼성 갤럭시 A73 5G는 삼성전자가 갤럭시 A 시리즈의 일부로 개발하고 제조한 중형 안드로이드 기반 스마트폰이다. 이 전화기는 2022년 3월 17일에 발표되었다.

## 디자인
삼성 갤럭시 A73 5G의 화면은 고릴라 글래스 5로 만들어졌다. 후면 패널과 측면은 성에가 낀 플라스틱으로 만들어졌다.
스마트폰은 전작과 디자인이 비슷하지만 삼성 갤럭시 A33 5G, 삼성 갤럭시 A53 5G와 마찬가지로 후면 패널이 완전히 평평해졌고 후면 패널과 카메라 유닛 간 전환이 더 원활해졌다. 갤럭시 A73 5G는 삼성 갤럭시 A72와 달리 3.5mm 오디오 잭이 없다. 이 스마트폰은 또한 IP67 표준에 따라 습기와 먼지로부터 보호된다.
아래는 USB-C 커넥터, 스피커 및 마이크가 있다. 버전에 따라 SIM 카드 1개와 마이크로SD 메모리 카드 1TB 또는 2개의 SIM 카드 또는 1개의 SIM 카드 1개와 마이크로SD 메모리 카드 1TB 및 두 번째 마이크가 있다. 오른쪽에는 볼륨 버튼과 스마트폰 잠금 버튼이 있다.
삼성 갤럭시 A73 5G는 그린(어썸 민트), 그레이(어썸 그레이), 화이트(어썸 화이트) 등 3가지 색상으로 판매된다.
| 색상 | 색상 이름   |
| ---- | ----------- |
|      | 어썸 그레이 |
|      | 어썸 화이트 |
|      | 어썸 민트   |

## 사양

### 하드웨어
갤럭시 A73 5G는 슬레이트 형태의 스마트폰으로 크기는 159.6×74.8×8.1mm, 무게는 189g이다.
이 장치는 GSM, HSPA, LTE 및 5G 연결, Wi-Fi 802를 갖추고 있다.A/b/g/n/ac/ax 듀얼 밴드 (A2DP 및 LE 지원)및 핫스팟 지원.0, BeiDou 지원 GPS, Galileo, GLONASS, QZSS 및 NFC 지원) USB-C2 포트.0 및 3.5mm 오디오 잭 입력이 있다. IP67 인증을 받아 물과 파우더에 강하다.
대각선 6.7인치 터치스크린, Super AMOLED+Infinity-O, 둥근 모서리, 1080×2400픽셀의 FHD+ 해상도를 갖추고 있다. 120Hz에서 냉각 속도를 지원한다. 보호책으로 고릴라 글래스 5를 사용한다.
5000mAh 리튬 폴리머 배터리는 쉽게 분리할 수 없다. 25 W의 초고속 충전 지원한다.
칩셋은 8각형 CPU(2.4GHz에서 2코어 + 1.8GHz에서 6코어)를 탑재한 Samsung Exynos 1200이다. UFS 타입 2 내장 메모리. 1은 128/256GB로 마이크로SD를 최대 1TB까지 확장할 수 있으며 RAM은 6 또는 8GB 이다(선택한 버전에 따라 다름).
후면 카메라에는 f/1 구멍이 있는 108MP 메인 센서가 있다. D-SLR-Focus에는 PDAF, OIS, HDR 모드 및 플래시 LED 모드가 장착되어 있고, 4K 30fps 비디오를 녹화할 수 있는 반면 전면 카메라는 최대 8mm의 녹화 용량을 가진 싱글 32MP 카메라이다.

### 소프트웨어
안드로이드 12기반 One UI 4.1이 기본 탑재되었다. 2022년 12월에 안드로이드 13 기반 One UI 5.0으로 업데이트되었다.